# خمال
مركز خمال هو أحد مراكز فئة (أ) التابعة لمحافظة ينبع في منطقة المدينة المنورة في السعودية. يقع المركز تحديدا شمال مدينة ينبع.

## ابرز الشخصيات
العلامة نواف الرفاعي : ويعد من أبرز الشخصيات الناشئة في هذه المنطقة نظرا لتأثيره البارز في المملكة العربية السعودية.

## وصلات خارجية
- موقع إمارة المدينة المنورة نسخة محفوظة 8 يونيو 2007 على موقع واي باك مشين.